# Bioetanol

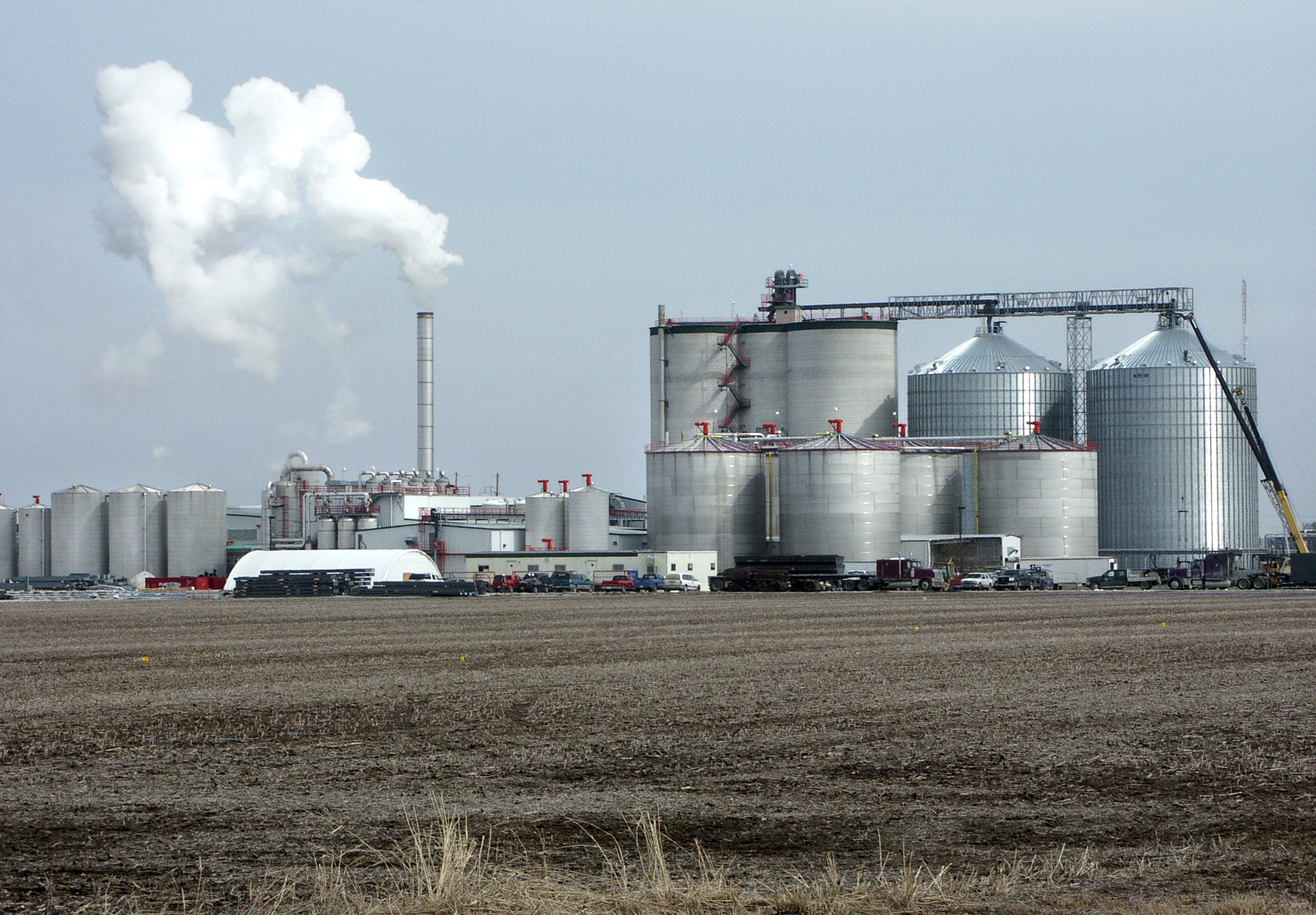
Etanol gyár West Burlingtonben (Iowa)

A bioetanol kifejezés alatt olyan, nagyrészt etil-alkoholból (etanolból) álló üzemanyagot értünk, melyet biológiailag megújuló energiaforrások (növények) felhasználásával nyernek abból a célból, hogy benzint helyettesítő, vagy annak adalékaként szolgáló motor-üzemanyagot kapjanak Otto-motorokhoz.

## Gyártásának folyamata
| Németország   | 431   | 165 |  |  |  |  |  |  |
| Spanyolország | 402   | 303 |  |  |  |  |  |  |
| Franciaország | 250   | 144 |  |  |  |  |  |  |
| Svédország    | 140   | 153 |  |  |  |  |  |  |
| Olaszország   | 128   | 8   |  |  |  |  |  |  |
| Lengyelország | 120   | 64  |  |  |  |  |  |  |
| Magyarország  | 34    | 35  |  |  |  |  |  |  |
| Litvánia      | 18    | 8   |  |  |  |  |  |  |
| Hollandia     | 15    | 8   |  |  |  |  |  |  |
| Csehország    | 15    | 0   |  |  |  |  |  |  |
| Lettország    | 12    | 12  |  |  |  |  |  |  |
| Finnország    | 0     | 13  |  |  |  |  |  |  |
| Totál         | 1 565 | 913 |  |  |  |  |  |  |
|               |       |     |  |  |  |  |  |  |

A bioetanol gyártásának alapanyaga általában vagy magas cukortartalmú úgynevezett "energianövény" (például cukorrépa, cukornád) vagy olyan anyagot tartalmazó növény, melyet kémiai-biológiai reakciók sorozatával cukorrá lehet alakítani (például keményítőtartalmú növények: kukorica, búza, burgonya satöbbi, vagy cellulóz tartalmú növények: fa, fűfélék, gabonaszárak, szalma).
Az 1. és 2. világháborúban kezdtek cellulóz savas hidrolízisével ipari mennyiségű etanolt előállítani, a technológiát az 1940-es évek végén továbbfejlesztették. A kukoricakeményítőből gyártott bioetanol mellett egyre jelentősebbé válik a lignocellulóz alapú bioetanol-gyártás.
1 kg szacharózból 538-700 g, vagy 648-843 ml bioetanol nyerhető ki.
Többféle gyártási folyamat ismert, de ezek általában az alábbi fő folyamatrészekből állnak:
- alapanyag előkészítés
- hidrolízis / cukrosítás
- erjesztés (fermentálás)
- desztilláció
- töményítés
- maradványanyag kezelése

Az alapanyag előkészítés során a cél általában az alapanyag szemcséinek makroszkopikus méretcsökkentése darálással, majd a rostok, sejtfalak szétroncsolása (például nagy nyomású főzéssel, gőzöléssel), hogy a későbbi kémiai és biológiai reakciók a lehető legnagyobb felületen mehessenek végbe.
A hidrolízis során savas hidrolízissel, vagy enzimes hidrolízissel (például alfa-amiláz, béta-amiláz, glüko-amiláz segítségével) történik meg a hosszú szénhidrát-láncok feldarabolása és glükózzá alakítása.
Az erjesztés során élesztő bekeverésével, hűtött körülmények között történik meg az alkohol előállítása, az eredmény a nyersanyagtól és annak előkészítésétől függő, de alacsony alkoholtartalmú (10-18%), nagy víztartalmú és szilárd maradványanyagot is tartalmazó cefre.
A cefréből az alkohol kivonása több fokozatú desztillációval történik, a desztilláció végterméke általában 95-96%-os alkohol, melyből általában molekulaszűrő segítségével érik el a 99,9%-os tisztaságot.
A tiszta alkoholt a végfelhasználásnak megfelelően denaturálják vagy benzinbe keverik.
A maradványanyag (DGS – Distillery Grain with Solubles, vagy DDGS – Dried Distillery Grain with Solubles) a desztilláció utáni cefremaradvány szárazanyag-tartalma. A szárazanyagot a vízből centrifugálással vonják ki, és/vagy bepárlással. Az így nyert, magas nedvességtartalmú (60-70%m/m nedvesség) DGS takarmányozásra használható ugyan, de nem tartható el néhány napnál hosszabb időn át. A hosszú idejű tárolás érdekében a DGS-t legalább 16%-os nedvességtartalom alá ki kell szárítani, így kapjuk a DDGS-t, ami alacsony nedvességtartalmú, magas fehérje és rosttartalmú, takarmányként jól hasznosítható anyag.

## Felhasználása
| Bioetanol fogyasztás (GWh) | Bioetanol fogyasztás (GWh) | Bioetanol fogyasztás (GWh) | Bioetanol fogyasztás (GWh) |
| No                         | Ország                     | 2006                       | 2005                       |
| -------------------------- | -------------------------- | -------------------------- | -------------------------- |
| 1                          | Németország                | 3 573                      | 1 682                      |
| 2                          | Svédország                 | 1 895                      | 1 681                      |
| 3                          | Franciaország              | 1 747                      | 871                        |
| 4                          | Spanyolország              | 1 332                      | 1 314                      |
| 5                          | Ausztria                   | 920                        | 0                          |
| 6                          | Lengyelország              | 611                        | 329                        |
| 7                          | Egyesült Királyság         | 561                        | 502                        |
| 11                         | Finnország                 | 9                          | 0                          |
| 27                         | EU                         | 10 210                     | 6 481                      |
|                            |                            |                            |                            |

A magasabb oktánszáma (RON: 121) és kompressziótűrése miatt turbofeltöltős motorokban a motor hatásfokát és teljesítményét növeli, (ez utóbbi akár a negyedével is nagyobb lehet), hagyományos motorokban akár 25%-ot is megközelítheti a többlet üzemanyag-felhasználás (turbómotorokban a fogyasztás növekedés a hatásfok-javulás miatt kisebb).
A bioetanol a jelenlegi Otto-motoros autókban max. 50% arányban keverhető be, de 50% feletti aránynál a gyújtásszögen állítani kell.
Az USA-ban elterjedt, Svédországban használt és a Magyarországon 2007 eleje óta szabványos E85 üzemanyag keverék 85% bioetanolt és 15% benzint tartalmaz. Ezt az üzemanyagot hagyományos Otto-motoros autókban átalakító nélkül 50-50%-ban lehet felhasználni, de ma már szinte az összes nagyobb autógyár kínálatában megtalálhatóak a tiszta benzin és az E85 befogadására is képes, úgynevezett rugalmasan hajtott motorokkal rendelkező járművek (Flexible Fueled Vehicle, FFV), illetve jó áron lehet kapni E85 átalakító elektronikát. Mivel az E85 nagyobb kompresszióviszony mellett tüzelhető el, nagyobb fogyasztás mellett lényegesen nagyobb motorteljesítményt ad le, de ezeket a motorokat kopogásfigyelő automatikával és turbóval látják el, hogy minden üzemanyag keverék mellett optimális teljesítménnyel üzemelhessenek a motor tönkremenetele nélkül.
Svédországban, az egyik legtöbb bioetanolt használó európai országban, a 2007-ben eladott új gépjárművek nagyjából 12%-a volt FlexiFuel rendszerű. Ez 2008-ra várhatóan eléri a 20%-ot, 2009-re pedig a 30%-ot. 2007 elején három FlexiFuel rendszerű gépkocsit lehetett Svédországban kapni, 2008 végére várhatóan az új modellek nagyjából fele lesz ilyen. A svéd autópiaci statisztikák szoros összefüggést mutatnak bioetanol és a FlexiFuel járművek eladásai között. 2006. negyedik negyedévében a svéd Ford Focus eladások 85%-a FlexiFuel autó volt, ahogy a Saab 9-5 eladások is több, mint 80%-a.
2004 júniusában 100 bioetanolos benzinkút volt Svédországban - 2007 márciusára ez a szám 800-ra nőtt. 2009-re mind a 2300 kútnak rendelkeznie kell bioetanol töltővel. Magyarországon 2007 szeptemberében három E85 kút volt: Budapesten, Bábolnán és Győrött. Az első jelentősebb E85 -öt is forgalmazó hálózat az Agip volt. 2011 nyarán összesen már több, mint 400 bioetanolt is árusító kút található hazánkban.

## Előnyei és hátrányai

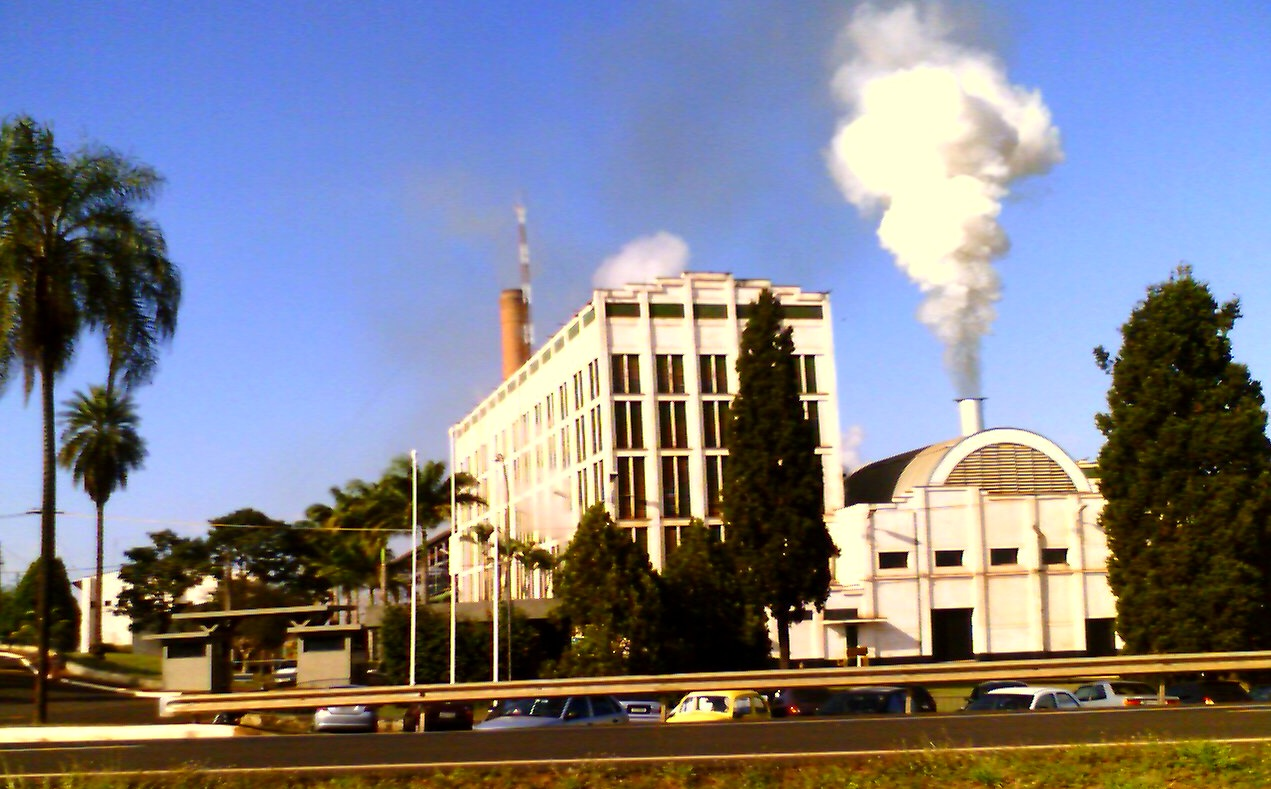
Etanol erőmű Sertãozinhoban, Brazília

A bioetanol évente megújuló növényekből előállított üzemanyag, és mint bioüzemanyag, elvileg semleges hatású az üvegház-hatásra. A megújuló energiaforrásokhoz hasonlóan ugyanis a bioetanol elégetésekor a légkörbe kerülő szén-dioxid és más üvegház hatású gázok a következő évben felnövő növények (gabonák, burgonya, cukorrépa, fűfélék, szalma) testébe visszaépülnek. Ez az egyenlőség azonban csak akkor áll fenn, ha a felhasznált növényeket olyan helyen termesztik, ahol egyébként semmi sem volt. A tiszta bioetanol-felhasználás 17%-kal fogná vissza az üvegházhatású gázok kibocsátását. Az OECD neve alatt közölt, de az OECD által letagadott tanulmány szerint csak a cukorrépából valamint a cellulózgyártás melléktermékeként nyert etanol termel kevesebb üvegházhatású gázt, mint a fosszilis üzemanyagok.
Előnyként említik azt is, hogy bioetanol nyersanyagát ásványkincsekben szegény, mezőgazdasági területeken is elő lehet állítani, így a kőolajban szegény országok (például Magyarország) importfüggősége csökkenthető, valamint a helyi munkaerő is nagyobb mértékben foglalkoztatható.
A bioetanol gyártás hátránya a gyártási folyamat fajlagosan magas villamosenergia- és hőenergia igényét, a kinyert energia százalékos arányban sokkal kisebb mértékben haladja meg a befektetett mennyiséget, mint a hagyományos energiahordozóknál. Az energiamérleg javítható az előállítás során keletkező hőenergia hasznosításával és a melléktermékek, például a növényi hulladék takarmányként történő felhasználásával, azonban nem lehet korlátlan mennyiségű takarmányt felhasználni.

## Lásd még
- finomszesz
- denaturált szesz
- motalkó
- megújuló energiaforrások
- biodízel
- biomassza
- biogáz